# Colchicum ritchii
Colchicum ritchii är en tidlöseväxtart som beskrevs av Robert Brown. Colchicum ritchii ingår i släktet tidlösor, och familjen tidlöseväxter. Inga underarter finns listade i Catalogue of Life.

## Bildgalleri

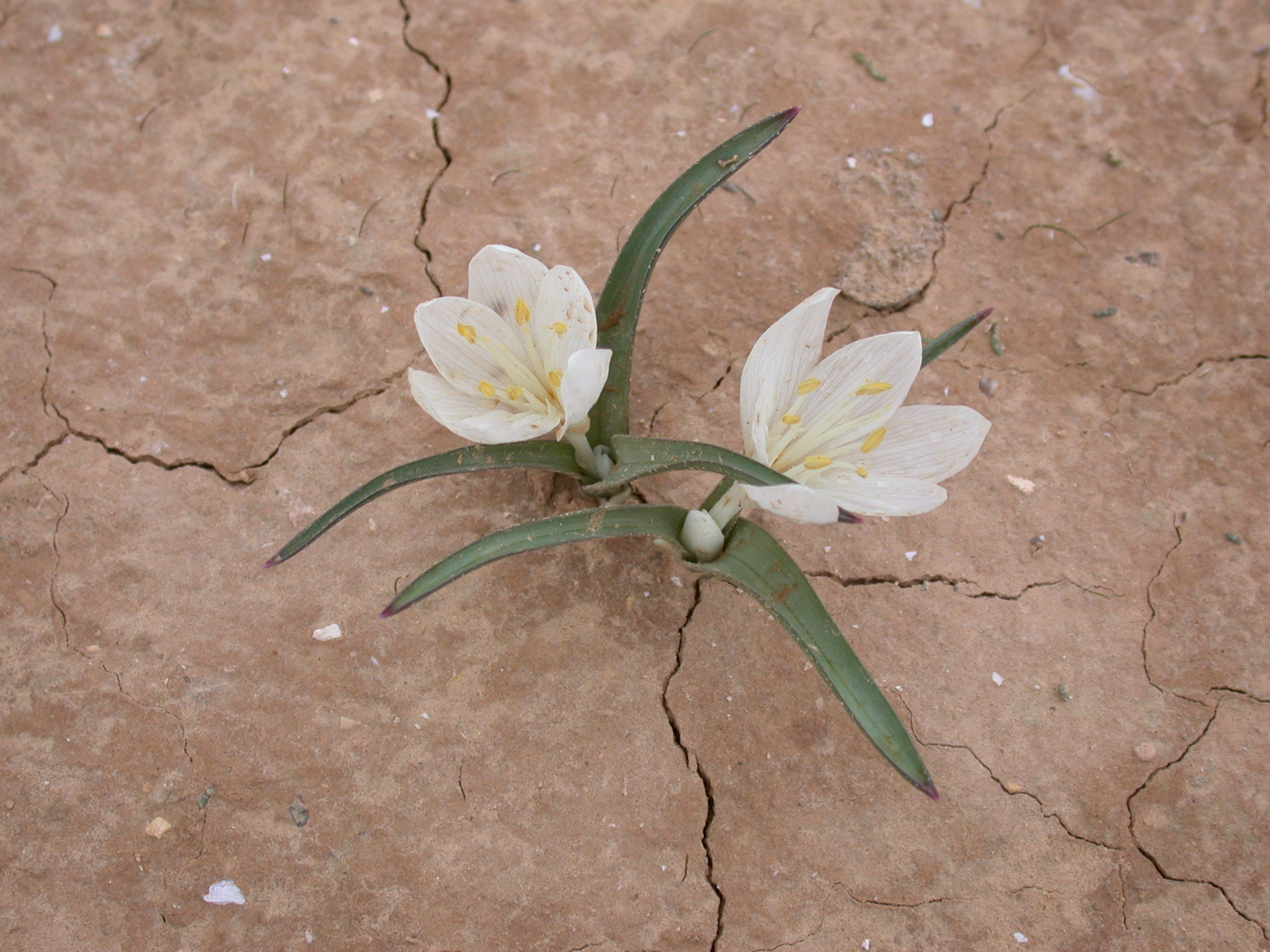
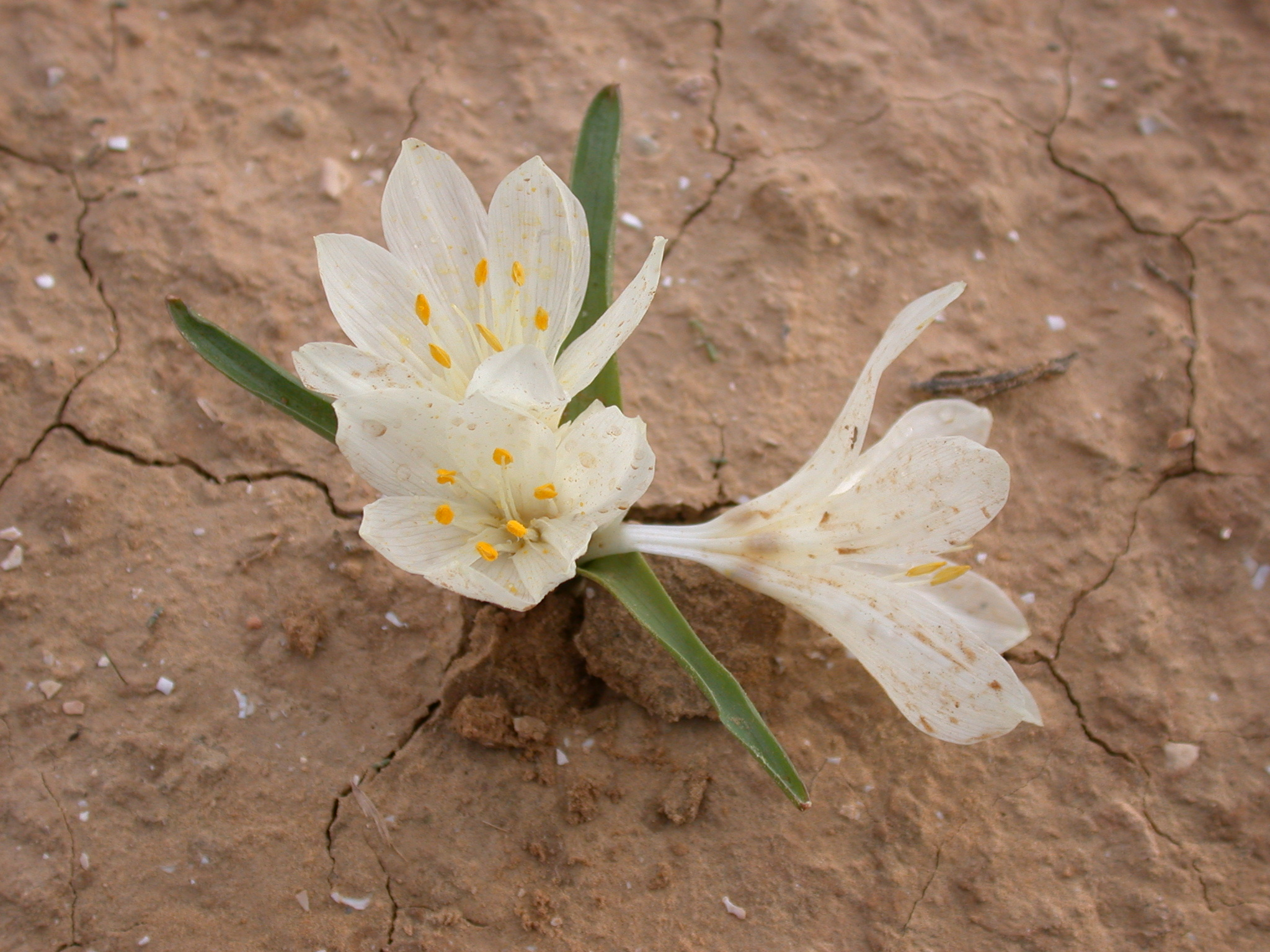